# Amanda Knox

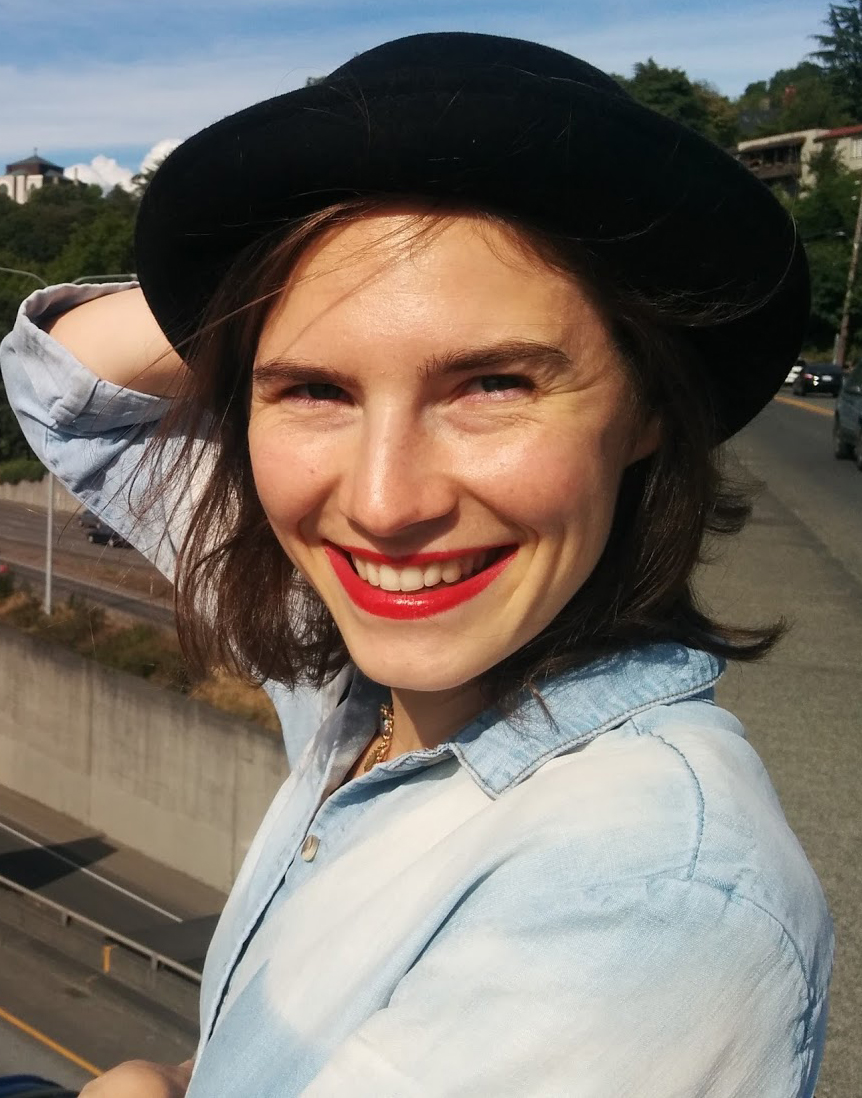
Amanda Knox, 2016

Amanda Marie Knox (* 9. Juli 1987 in Seattle, Washington) ist eine US-Amerikanerin, die in Italien zu einem Justizopfer wurde. Als Angeklagte im Mordfall Meredith Kercher wurde sie weltweit bekannt. Sie war ab November 2007 inhaftiert, wurde im Dezember 2009 wegen Mordes zu 26 Jahren Haft verurteilt und verbrachte insgesamt vier Jahre in einem italienischen Gefängnis.
Im Jahr 2011 wurde sie nach einer Berufungsverhandlung entlassen und im Jahr 2015 in letzter Instanz vom Mordvorwurf freigesprochen.
Parallel zum eigentlichen Mordvorwurf wurde sie im Rahmen einer Verleumdungsklage zu drei Jahren Haft verurteilt, da sie während ihrer Befragungen einen Unschuldigen als Täter beschuldigt hatte. Das Urteil wurde Anfang 2025 in letzter Instanz bestätigt. Die Haftstrafe hat sie durch ihren früheren Gefängnisaufenthalt bereits verbüßt.

## Leben
Knox wurde als ältere von zwei Töchtern von Edda und Curt Knox geboren, die sich scheiden ließen, als sie noch ein Kleinkind war. Sie hat zwei weitere Halbgeschwister, die aus der zweiten Ehe von Curt Knox hervorgingen. Sie wuchs in Seattle auf und schloss im Jahr 2005 die Seattle Preparatory High School ab. Anschließend nahm sie ein Studium der Sprachwissenschaften an der University of Washington auf. Dieses führte sie im Jahr 2007 in Italien fort, wo sie nur wenige Monate nach ihrer Ankunft im Mordfall an ihrer Mitbewohnerin Meredith Kercher als Täterin beschuldigt wurde. Nach ihrem Freispruch und ihrer Zeit in Italien schloss sie ihr Studium ab.
Im Jahr 2013 veröffentlichte sie ihr Buch Zeit, gehört zu werden. Sie hat im Jahr 2014 einen Bachelor in Kreativem Schreiben erhalten und arbeitet seitdem als freie Journalistin. Im September 2016 veröffentlichte der Streaming-Anbieter Netflix den Dokumentarfilm Amanda Knox, der vom gleichnamigen Fall handelt und bei dem sie selbst mitwirkte. 2025 wurde die Miniserie The Twisted Tale of Amanda Knox ausgestrahlt, an der Knox als ausführende Produzentin beteiligt ist. Die Hauptrolle übernahm Grace Van Patten, entwickelt wurde die Serie von K.J. Steinberg.
Knox ist mit dem Autor Christopher Robinson verheiratet und hat gemeinsam mit ihrem Ehemann eine Tochter (* 2021) und einen Sohn (* 2023).

## Der Mordfall Meredith Kercher

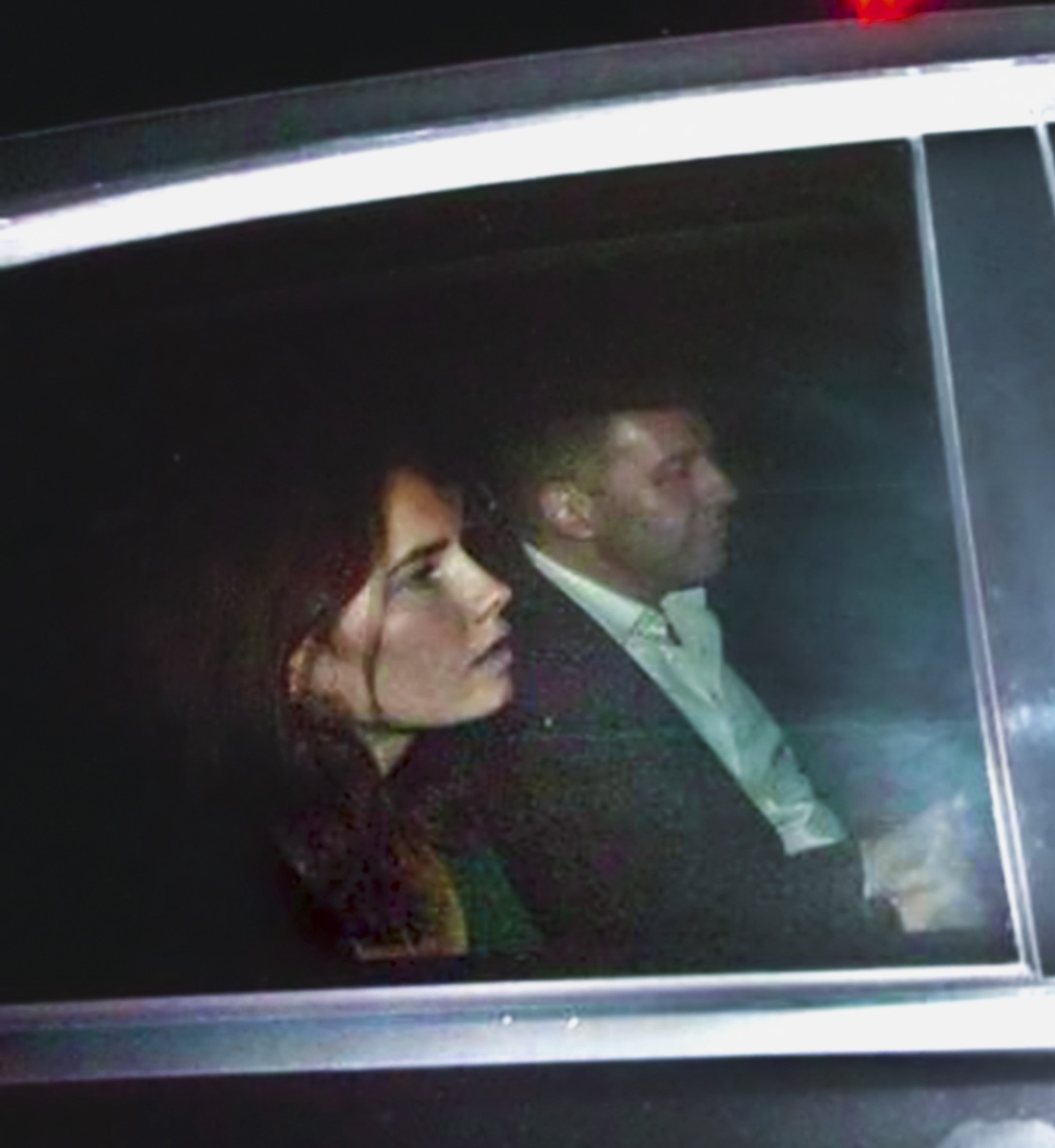
Knox bei ihrer Entlassung aus dem Gefängnis in Perugia im Jahr 2011 in Begleitung von Corrado Maria Daclon, dem Generalsekretär der Stiftung Italien-USA

Am 1. November 2007 wurde Knox’ Mitbewohnerin, die britische Austauschstudentin Meredith Kercher, im italienischen Perugia in ihrer Wohnung getötet. Zusammen mit ihrem damaligen Freund, Raffaele Sollecito, wurde sie des Mordes angeklagt.
Am 4. Dezember 2009 befand ein Geschworenengericht sie und Sollecito aufgrund von Indizienbeweisen des Mordes für schuldig. Sie wurde zu einer Freiheitsstrafe von 26 Jahren verurteilt. Am 3. Oktober 2011 hob das Berufungsschwurgericht in Perugia die Urteile gegen Sollecito und Knox auf und sprach beide frei. Der Freispruch erfolgte dabei wegen erwiesener Unschuld der Angeklagten, die nach Ansicht des Gerichts die Tat nicht begangen hatten (italienisch „per non aver commesso il fatto“). Sie wurde aus der Haft entlassen und kehrte in die Vereinigten Staaten zurück. Knox erzählte Jahre später in einem Interview, während ihrer Haft sexuell bedrängt worden zu sein.
Am 26. März 2013 hob das höchste italienische Gericht Corte Suprema di Cassazione die Freisprüche auf und verfügte eine Wiederaufnahme des Verfahrens. Am 30. September 2013 begann in Florenz in Abwesenheit von Knox der vierte Prozess. Am 30. Januar 2014 wurde sie erneut des Mordes schuldig gesprochen und zu 28½ Jahren Haft verurteilt.
In ihrem im Jahr 2013 erschienenen Buch Zeit, gehört zu werden schildert Knox den Prozess aus ihrer Sicht. Für den Fall, dass sie lebenslang ins Gefängnis hätte gehen müssen, schrieb sie einen Brief an ihr fiktives Kind.
Am 27. März 2015 wurden Knox und Sollecito vom Obersten Kassationshof in letzter Instanz von der Anklage wegen Mordes freigesprochen. Die Verurteilung zu drei Jahren Haft wegen Verleumdung eines Dritten, den Mord begangen zu haben, wurde bestätigt, aber durch die bereits vierjährige Inhaftierung als abgegolten eingestuft. Das Gericht sah es dabei als erwiesen an, dass keine biologischen Spuren der Angeklagten und ihres Freundes im Zimmer des Mordopfers zu finden gewesen seien. Es bemängelte die schlechte Qualität des gesamten Strafverfahrens und skizzierte die massiven Fehler bei den Ermittlungsarbeiten zu dem Fall. Weiterhin konstatierte das Gericht, dass im vorhergehenden Urteil die Beurteilung durch Gutachter teilweise ignoriert, Entdeckungen im Rahmen der Ermittlungsarbeiten fehlinterpretiert wurden und der Umgang mit und die Verwahrung von Beweismitteln während der Ermittlungsarbeiten unzureichend waren und deswegen die Kontaminierung der Beweismittel mit fremder DNS durch die Ermittlungsarbeiten selbst erfolgt sei.
Am 23. Januar 2019 sprach der Europäische Gerichtshof für Menschenrechte in Straßburg Knox eine Entschädigung in Höhe von 18.000 Euro zu, zu zahlen vom italienischen Staat. In der Urteilsbegründung wurde festgestellt, dass der damals 20 Jahre alten amerikanischen Studentin bei einem stundenlangen nächtlichen Verhör durch mehrere italienische Polizisten der Beistand eines Rechtsanwalts und eines professionellen Dolmetschers verweigert worden war. Weiterhin rügte der Gerichtshof die Verurteilung von Knox wegen Verleumdung als Verstoß gegen das Grundrecht auf einen fairen Prozess. Weil die italienische Justiz Knox’ Beschwerden über das Verhalten der Polizisten nicht nachgegangen war, verletzte sie gemäß dem Urteil der Straßburger Richter in verfahrensrechtlicher Hinsicht das Folterverbot.

## Werke
- Zeit, gehört zu werden. Droemer, München 2013, ISBN 978-3-426-27606-8 (englisches Original: Waiting to Be Heard. A Memoir. Harper Collins, New York City 2013, ISBN 978-0-06-221720-2).
- Free. My Search for Meaning. Grand Central Publishing, New York 2025, ISBN 978-1-538-77071-9.

## Doku-Podcast
- Alexandra Berlin, Khesrau Behroz: Judging Amanda Knox. Von Undone/Der Spiegel, 2024 (achtteilig).

## Filmische Rezeption
- The Twisted Tale of Amanda Knox. Von K.J. Steinberg in Auftrag für Hulu, TV-Serie (8 Folgen), USA 2025